# 6. Königlich Bayerische Kavallerie-Brigade
Die 6. Kavallerie-Brigade war ein Großverband der Bayerischen Armee.

## Geschichte
Die Brigade wurde am 1. Oktober 1909 errichtet und zu Beginn des Ersten Weltkrieges aufgelöst. Gemäß Kriegsgliederung der Bayerischen Armee mit Stand 2. August 1914 wurde das 2. Chevaulegers-Regiment der 6. Infanterie-Division, das 7. Chevaulegers-Regiment der 5. Infanterie-Division unterstellt.
Das Kommando stand in Regensburg.

## Unterstellung
1914 war die Brigade Teil der 6. Division. Ihr unterstanden folgende Einheiten:
- 2. Chevaulegers-Regiment „Taxis“ in Regensburg
- 7. Chevaulegers-Regiment „Prinz Alfons“ in Straubing

## Kommandeure
| Dienstgrad   | Name                    | Datum                                    |
| ------------ | ----------------------- | ---------------------------------------- |
| Oberst       | Karl Wenninger          | 24. September 1909 bis 14. Dezember 1911 |
| Generalmajor | Eduard Weigel           | 15. Dezember 1911 bis 24. Februar 1914   |
| Generalmajor | Philipp von Hellingrath | 25. Februar bis 1. August 1914           |